# José Vitorino Correia
José Vitorino Correia (Itapecerica, 3 de setembro de 1901 – Teresina, 1974) foi um militar e político brasileiro que representou o Piauí no Congresso Nacional.Seu nome era José Victorino Corrêa seu pai era Leopoldo Corrêa  e Sua Mãe Maria Augusta Corrêa foi casado com Jandira Gualberto Corrêa teve um filho Paulo Gualberto Corrêa

## Vida militar
Filho de Leopoldo Correia e de Maria Augusta Melo Correia. Aluno do Colégio Militar de Barbacena sentou praça em 1921 e ingressou a seguir na Escola Militar do Realengo participando da Revolta dos 18 do Forte de Copacabana em 1922 e por sua atuação no movimento foi afastado do Exército sendo anistiado após a Revolução de 1930 e reintegrado como primeiro tenente. Cursou a Escola das Armas e a Escola de Aperfeiçoamento de Oficiais. Promovido a major em 1943 a seguir comandou a Polícia Militar do Piauí (1943-1945). Em setembro de 1948 foi promovido a tenente-coronel e a coronel em 1952.

## Carreira política
Por decisão do presidente Eurico Gaspar Dutra foi nomeado interventor federal no Piauí em 1946 e após deixar o cargo foi alocado numa diretoria do Instituto de Previdência e Assistência dos Servidores do Estado (IPASE). Filiado ao PSD foi eleito deputado federal em 1950 e 1954 e em 1958 foi eleito primeiro suplente do senador Joaquim Parente, chegando a exercer o mandato por força de convocações.